# Dansa oriental

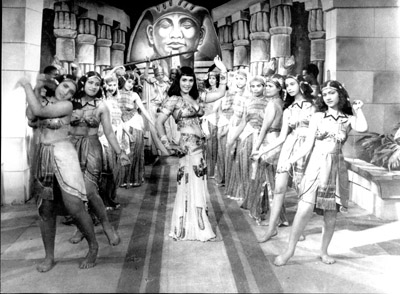
Dansa oriental, 1920

La dansa oriental és un conjunt de danses tradicionals i populars de diferents pobles i cultures des del Marroc, passant per tota la Mediterrània sud, Turquia (Grècia també, en part, per raons històriques), el mar Negre, la península Aràbiga i el golf Pèrsic. Modernament inclou altres ritmes de pràcticament tota Àfrica, així com desplaçaments i passes prestats del jazz i, directa o més indirectament, de la dansa clàssica. La dansa del ventre i les músiques amb les quals es balla tenen origen en les vint-i-quatre noubes de les danses andalusines, igual que el flamenc; i conté danses gitanes molt relacionades amb les danses gitanes de tot el món.
Algunes modalitats de la dansa oriental poden recordar en alguns passos i actituds a algunes danses tradicionals catalanes, com la sardana (ballada de manera individual, i no en cercles) o el ball de bastons.
Aquesta mena de dansa s'ha popularitzat als països occidentals primer passada per l'"star system" del Hollywood dels primers anys del segle xx, i a més des d'un punt de vista sovint masclista i colonialista; com si les dones d'aquests països només poguessin voler expressar sensualitat, mostrar el seu cos i oferir sexe. En realitat aquests balls se solen ballar amb el cos cobert amb una túnica ampla d'una peça que no deixa veure les cames, amb mànigues amples i de vegades el cabell tapat. La seva finalitat és tradicionalment festiva, mística, religiosa, de guerra o, a espectacles en teatres, pot ser d'interpretació de melodies tristes o alegres, banals o transcendentals, humorístiques o dramàtiques, que conten una història, que parlen d'amor, d'amistat, de gelosia, de justícia, d'orgull, de coratge, etc.

## Vestuari

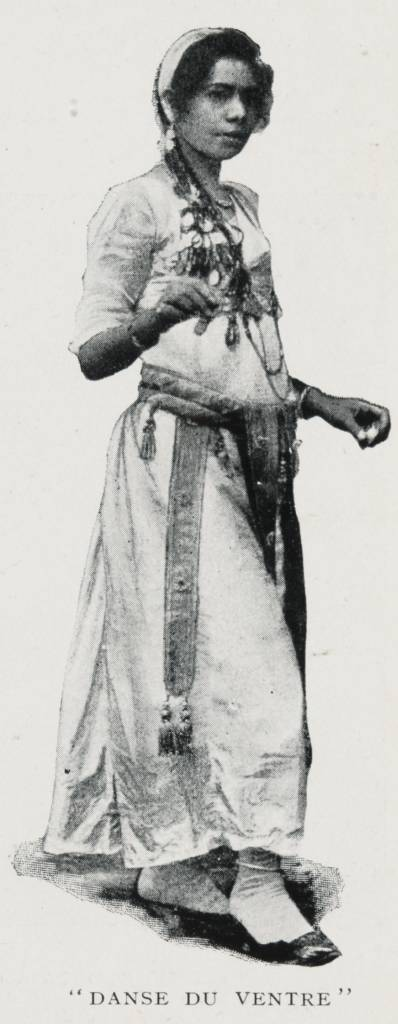
Dansa oriental, 1906

El vestuari és tan variat com les danses. A les danses d'origen gitano, per exemple, les dones solen portar la roba tradicional d'aquesta cultura: faldilles llargues amb vol i camisa o brusa, a més de tota mena de complements que puguin destacar un moviment o simplement fer bonic, com ara mocadors, polseres, collarets, etc.
Sinó, el més corrent és que es balli amb roba "normal" de sortir al carrer, més aviat tradicional. Sol ser una mena de camisa o abric recte i ample que arriba fins als peus. Per a ballar i que es vegin bé els moviments, les dones solen nuar-se un mocador al maluc, sovint el que portaven com a mocador de coll. En alguns llocs el que fan és agafar-se la falda amb les dues mans i ajustar la roba, de manera que tot el vestit queda molt cenyit al cos. En general els vestits són de màniga llarga, almenys fins al colze, i sovint recta i ampla. Per això els moviments dels genolls, per exemple, solen tenir poca importància, i a les cames els passos són aparentment discrets, encaminats a fer vibrar el cos i el vestit (es veu molt si hi ha serrells o "monedes", o a la part ajustada pel mocador), a aixecar i baixar els talons (el cos sencer puja i baixa al ritme d'una percussió, per exemple), o donar moviment a una faldilla, per exemple, donant-hi una lleugera puntada de peu a la part de baix. Els braços tendeixen a obrir-se, emperò el moviment sol venir de les espatlles, que és la part que, per simple gravetat, queda més arrapada al cos, i que es veu millor.
De vegades les ballarines poden dur el cabell tapat i fins i tot portar vel que cobreixi la cara. En algunes danses les dones duen els cabells llargs i despresos, i fan moure el cap de manera que es balancegen d'un costat a un altre. De vegades usen les polsera com a percussió, picant un braç sobre l'altre, a l'alçada del canell si en duen poques o fins al colze si en duen prou. Una altra percussió habitual són els cròtals (un instrument semblant a les castanyoles), i és possible que les ballarines es vagin passant un tamborí. Els grans vels o mocadors (melaia) es poden usar en espectacle a, per exemple, l'entrada de la ballarina a l'escenari, però és un objecte que a les mans fa nosa i no s'usa per a ballar. Existeix un ball posterior (Melaia Lef), que no és tradicional sinó creat als anys 60 del segle xx per a l'escenari, al qual la ballarina porta un vestit curt fins als genolls, sabata de taló alt, un mocador al cap i vel. Als espectacles en un escenari la dansa oriental es pot ballar amb sabates de taló alt o amb el peu nu, com a dansa popular es balla amb sabates o sandàlies qualssevol, o també sense sabates.
Els homes solen portar pantalons rectes llargs i una túnica recta per sobre. Poden portar camisa i pantalons, poden dur una armilla, o un cinturó amb penjolls, barret, faixa, faldellí, camalls, etc.
Igual que ocorre amb les danses tradicionals catalanes (ball de bastons, ball del porró, etc.) també hi ha força danses del ventre que requereixen un objecte específic. Destaquen els balls de bastons, però també n'hi ha amb espases, amb culleres de pal, amb canelobres al cap, amb safates amb tasses, etc.
El que als Estats Units es ven com bellydancing (dansa del melic) sol ballar-s'hi amb un conjunt de dues peces del mateix color; la part de dalt és una mena de sostenidor i la de baix pot ser una faldilla curta o bé un pantaló transparent i sovint amb un tall de dalt a baix per a mostrar les cames.

## Xarqui i baladí

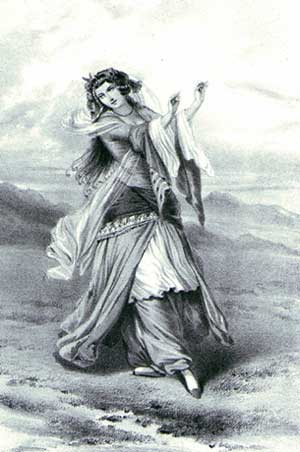
Gravat del francès Frederic Goupil Fesquet al segle XIX

La dansa oriental, en àrab, es diu raqs xarqí, رقص شرقي, «dansa oriental», o a vegades raqs baladí, رقص بلدي, «dansa del país» o «dansa de la terra». És probable que l'origen del terme raqs xarqí es trobi a Egipte. El raqs baladí en origen era una dansa que van portar els camperols d'Egipte a la ciutat. Es considera molt expressiva i molt de la terra. Els moviments més bàsics es fan amb els peus i els malucs, com el baladí i la marxa egípcia, i hi ha forca accents, vibracions i passos que es fan amb petits salts. Al començament no contenia molts grans desplaçaments, ja que no es consideraven importants ni necessaris, però la posterior evolució d'aquesta modalitat de dansa popular a dansa per a espectacles va incloure, com al xarqí i moltes altres, chasés i pasos de la dansa clàssica i del modern jazz. Baladí també fa referència a un tipus de música i de ritme, «dum-dum taca-dum tac», amb les quals es prefereixen els passos i una manera de fer més propis d'aquest estil. El baladí és també un pas bàsic, consistent a pujar i baixar un maluc al ritme de la música.
La raqs xarqí, en egipci, o xarqui, és una modalitat més de ciutat (baladí vol dir també «del camp», en oposició a ciutat), per a ser ballat en públic sobre un escenari (dit «cabaret»), coreografiat. Aquest inclou moviments del folklore egipci, dansa clàssica i contemporània, amb grans desplaçaments, girs i moviments de totes les parts del cos, però sobretot del tronc (tòrax, cintura, ventre) i dels malucs. El xarqui és també un pas bàsic d'aquesta dansa, consistent a avançar i després fer un pas endarrere amb el mateix peu, fent avançar el maluc del mateix peu quan aquest avança i fent vibrar el ventre durant tot el moviment.
A Turquia, a la dansa oriental l'anomenen Gobek Dans o Rakasse (ritme turc). Al Marroc aquesta dansa també té algunes particularitats subtils. De vegades, i a qualsevol país, es poden integrar en una coreografia passos o maneres de fer-los, propis d'altres gèneres. Les gitanes solen fer molts twists, girs ràpids dels malucs a dreta i esquerra entorn de l'eix vertical i paral·lels al terra.

## Bases tradicionals

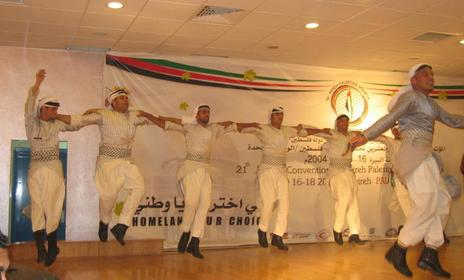
El dabke és ballat per homes i dones disposats en cercles i units per les mans, els ballarins fan petits saltirons i passets

La dansa oriental inclou danses tradicionals o, almenys alguns passos, de la majoria de països àrabs. Es basa en el baladi, però sol incloure també el ball de bastó egipci (conegut com a saïdi, perquè es balla amb aquest ritme), el dabke, la dansa ouais i la dansa gitana de les ghawazee.
Altres danses destaquen per la seva espectacularitat a primera vista, pels objectes que inclouen, com la dansa de les culleres o Kasik Oyunu, la dansa d'espada i escut o Kilic Kalkan, la dansa de la safata o Raks al Senneya (amb una safata al cap), la dansa del gerro o Raqs al Juzur (amb un gerro a sobre el cap), la dansa de la daga o tissint i sobretot la dansa nupcial del canelobre (la ballarina du al cap un canelobre amb espelmes enceses).
Algunes altres danses tradicionals molt boniques incorporades a la dansa oriental són la dakka, la dansa awash (de Ouarzazat), la dansa de la cassola de fang o guedra, el tahtib (ball de bastons masculí), la dansa egípcia per entrar en trance o tsar, el fellahi, el tanoura, els dervishes turcs, la dansa horon, la dansa arda, la dansa de la túnica o Raks al Nasha’ar, la dansa harbilla, la dansa mated, etc.

## Exotisme, orientalisme, espanyolisme

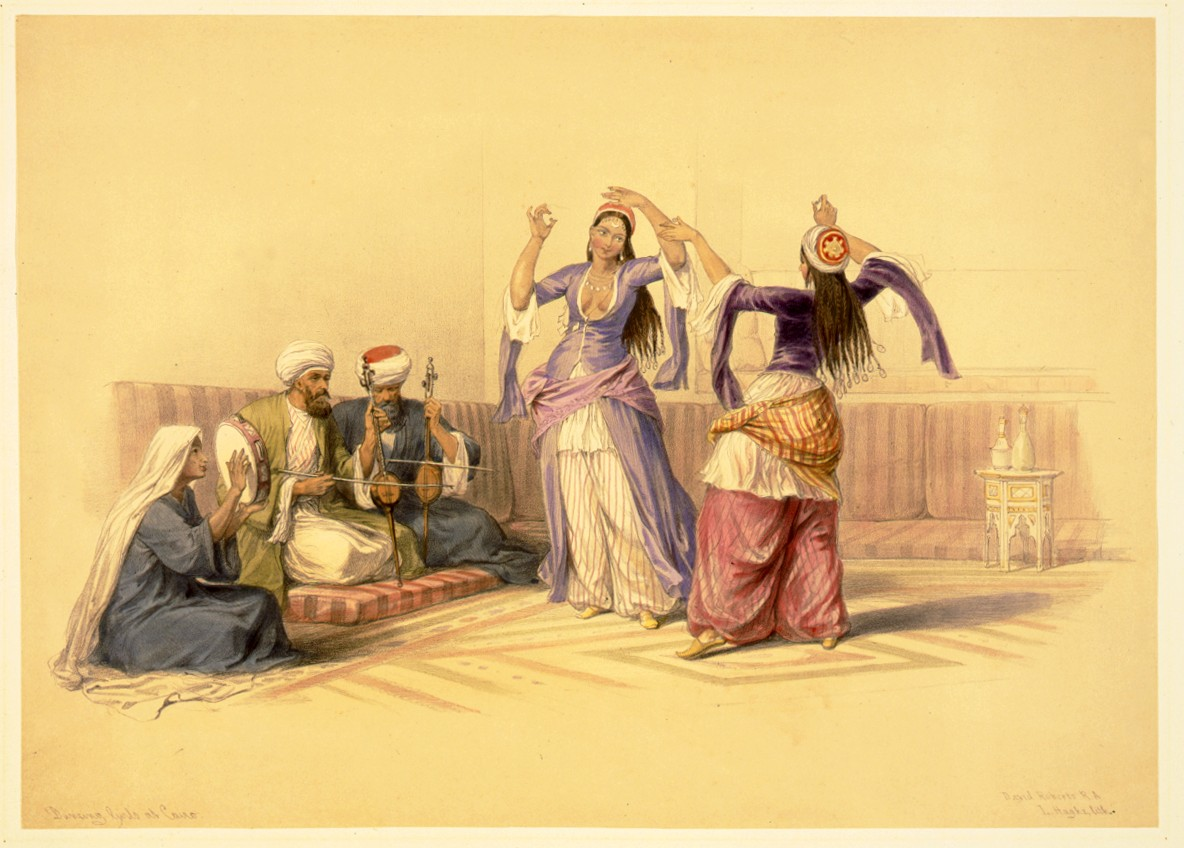
La dansa oriental vista per l'escocès David Roberts. Al els europeus coneixien aquesta dansa sobretot a través de les pintures i dibuixos que els arribaven d'algun artista. La imatge i les idees associades a ella depenien del que l'autor plàstic trobava interessant. Observeu per exemple la diferència entre Fesquet, Roberts i Gérôme.

Especialment a la conca mediterrània la relació cultural entre orient i occident, i més concretament entre cristians i musulmans, ha estat molt important almenys des de l'edat mitjana. A part dels préstecs directes i de mescles directes que es van donar especialment a la península Ibèrica, a Sardenya, a Turquia; ha existit per ambdues parts un imaginari d'una cultura respecte a l'altra.

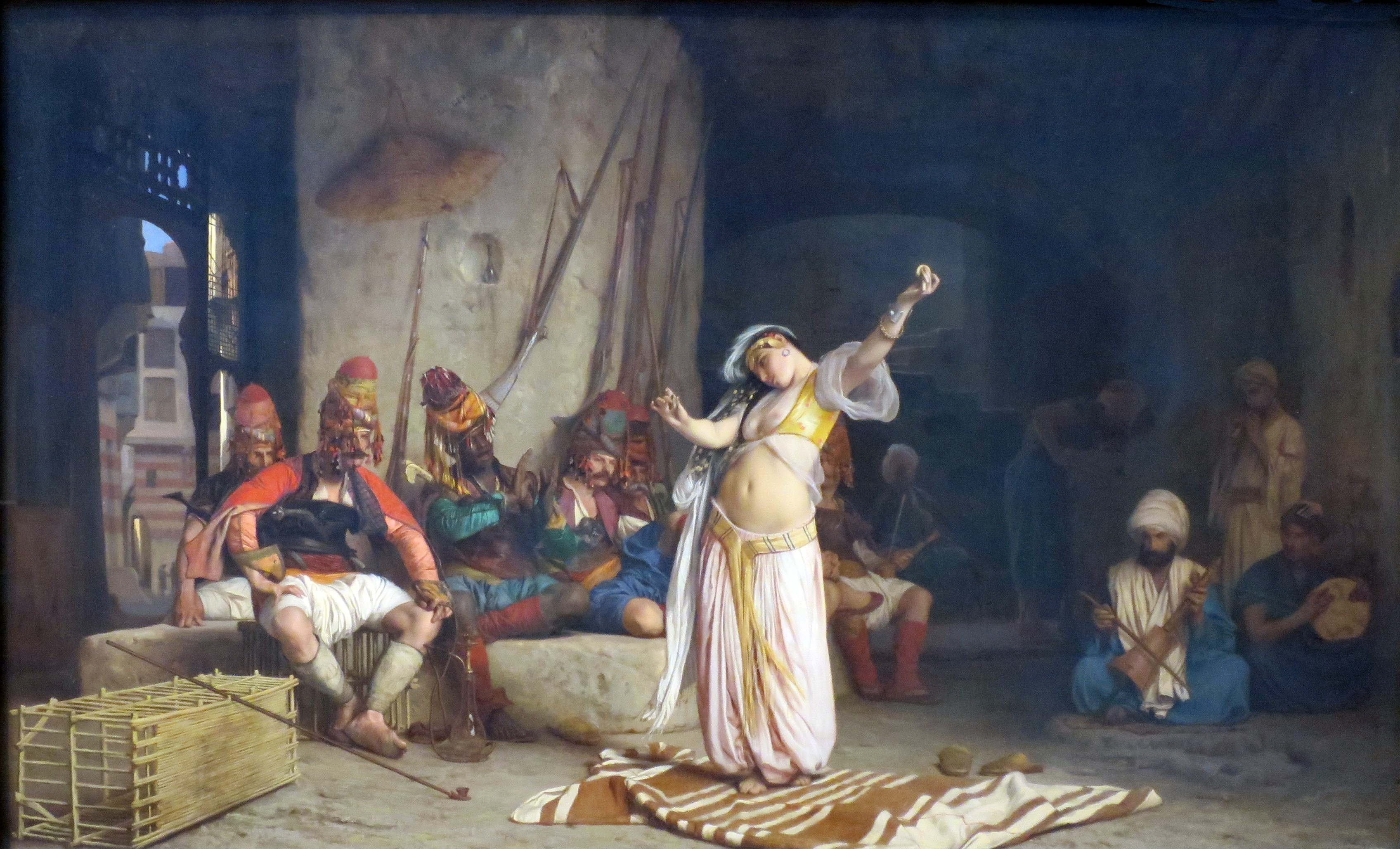
Pintura del francès Jean-Léon Gérôme. Les ballarines semi-nues i els moviments ondulatoris exagerats dels braços són exemples típics d'orientalisme -trets no orientals- a la dansa de ventre.

A la cultura occidental, orient atrau per l'exotisme i s'inventa l'orientalisme, que no és la cultura oriental sinó la visió romàntica i fantasiosa que se'n pot tenir a occident. L'orientalisme és important a la cultura occidental a arts com la pintura, la literatura, l'òpera, el teatre i també la dansa. En particular aquesta dansa, oriental i orientalista, ha influït per exemple a la dansa contemporània i ha inspirat la clàssica. D'altra banda, a orient també existeixen imatges fantasioses d'occident i influències a l'art i la cultura. Isadora Duncan, per exemple, té una certa influència a la dansa oriental actual d'algunes ballarines.
De la mateixa manera que a Europa existeix l'orientalisme, fora de la península Ibèrica existeix, a més, el mateix fenomen amb "Espanya", que en realitat és una idealització estrangera de la cultura gitana i flamenca andalusa del segle xix. Aquest "espanyolisme" és molt important a la dansa clàssica, al teatre, a l'opera, a la pintura, etc. europeus (França, Rússia, etc.) i també existeix a la cultura oriental. En particular, aquesta fantasia de dona flamenca, gitana i espanyola es reflecteix a coreografies de dansa oriental, per exemple a Turquia.

## Ballarins i ballarines

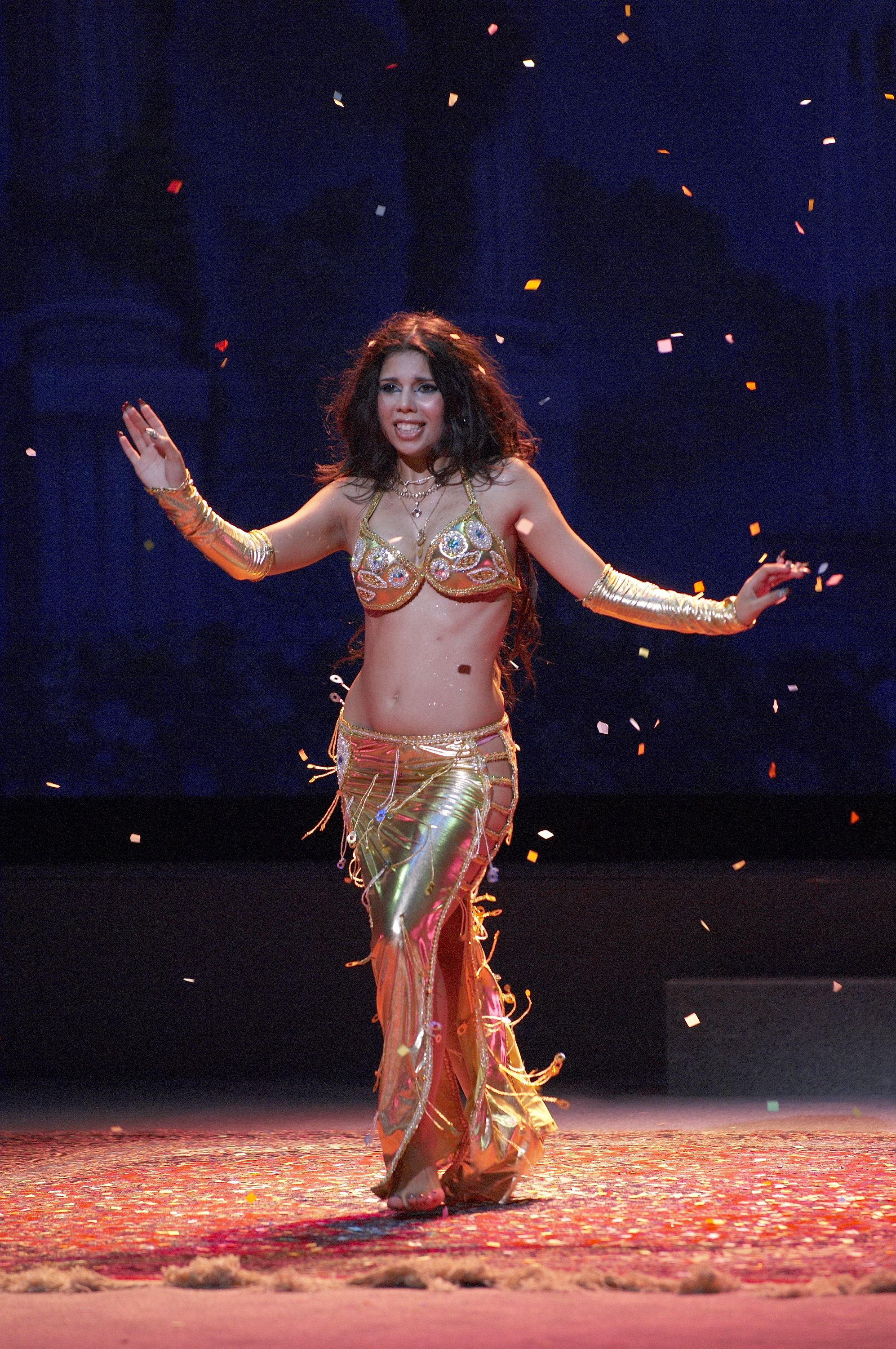
Ballarina, 2009

El cinema egipci va fer molt conegudes algunes ballarines avui considerades clàssiques, és el cas de, per exemple, com Badia Masabni, Tahia Carioca, Samia Gamal, Neima Akef, Farida Fahmi, Mona Al-Saïd, etc.
Avui les noves generacions d'estrelles de la dansa oriental no són només egípcies sinó també de qualsevol altre país del Magrib, Orient Mitjà, França, Rússia, etc. A Colòmbia, la cantant Shakira va posar de moda aquesta dansa, a l'estil americà i barrejada amb una mica de pop.
També la balla a Catalunya Isabel Vinardell Fleck, del grup de música Cheb Balowski.
La dansa oriental també pot ser ballada per homes, com per exemple el turc Ozgen, o el considerat el "pare" de la dansa del ventre masculina, Mahmoud Reda. Shokry Mohamed és un ballari nascut al Caire que treballa a Madrid des dels anys 70. A París des dels anys 80 treballa el marroquí Mayodi. Altres noms són, per exemple, Bert Balladine, John Compton, Horacio Cifuentes, Amir de Boston, Adam Basma, Ibrahim Farrah, Yousry Shari, Aziz, Kamaal, Amir Thaleb, Jim Box o Tarik Sultan.

## La dansa del ventre a la cultura popular

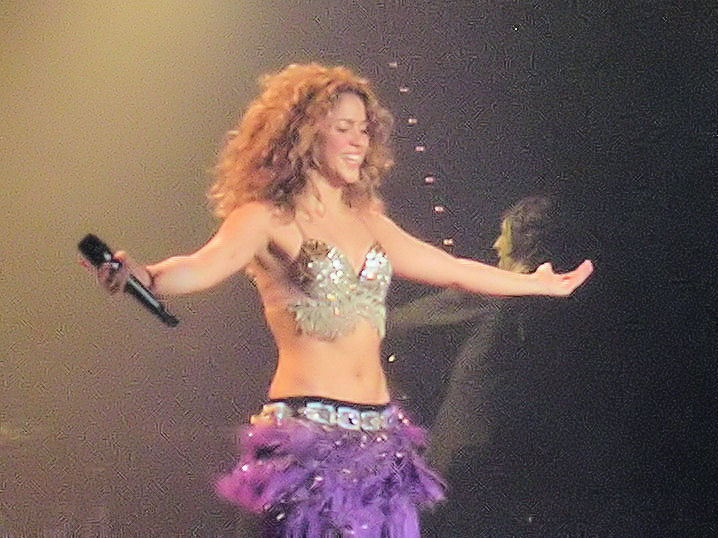
Shakira.

Nombrosos vídeos musicals han recorregut a coreografies inspirades en la dansa oriental. Artistes com Dalida, Hilary Duff, Aaliyah, Beyoncé, Rihanna, Nelly Furtado i Jessica Simpson l'han inclòs en alguns dels seus videoclips, així com Sarah Brightman en el seu àlbum Harem, si bé és amb l'artista colombiana d'ascendència libanesa Shakira amb qui més sol associar-se.